# Contact center
Contact center – rozwinięcie koncepcji call center, gdzie medium kontaktu przedsiębiorstwa z klientem jest telefon. Contact center do łączności telefonicznej dodaje kontakt poprzez:
- pocztę elektroniczną: e-mail,
- pogawędki internetowe: czat,
- kontakt internetowy poprzez WWW (jak WEB Collaboration czy LiveChat, wspólne przeglądanie WWW przez konsultanta i klienta),
- SMS
- telefaks
- kontakt wizualny video.

Kontakty od klientów wchodzą do wspólnej kolejki oczekującej, nadawane są im priorytety a następnie są kierowane według zdefiniowanych reguł do właściwych konsultantów contact center, posiadających prawo do obsługi jednego lub wielu mediów.
Contact center jako system omnichannel zbiera, gromadzi i przetwarza dane z różnych kanałów komunikacyjnych. Dzięki systemowi firmy uzyskują wiedzę na temat historii kontaktu z klientem, która może pochodzić z różnych źródeł. Narzędzie to może być używane do sprzedaży, ale także pozwala np. na szybkie wsparcie techniczne.
Contact center jest elementem architektury systemu obsługi klienta w firmie i z jednej strony zasilane jest kontaktami multimedialnymi od klientów za pomocą infrastruktury teleinformatycznej (jak serwery e-mail czy centrale telefoniczne), z drugiej zaś dostarcza informacje o kontaktach z klientami do systemów front-office'owych jak CRM.

## Funkcje systemówcontact center
Oprogramowanie contact center oprócz podstawowej funkcji łączenia klienta z konsultantem może pozwalać również na:
- oddzwonienia - automatyczne połączenie z klientem, który rozłączył się przed odebraniem rozmowy przez konsultanta[2],
- ankiety po kontakcie,
- IVR[3],
- możliwość pracy z domu[4],
- kierowanie połączeń do konsultanta, z którym wcześniej rozmawiał klient,
- profit-based routing - system nadaje ranking pracownikom i połączeniom, przez co najważniejszy klient czeka najkrócej i jest obsłużony przez najlepszego pracownika,
- podpowiadanie - możliwość podsłuchu rozmowy przez kierownika i podpowiadania konsultantowi w czasie rozmowy z klientem,
- grywalizację - rywalizja między pracownikami według określinego kryterium (np. liczbę wykonanych telefonów, czas obsługi zgłoszeń, liczbę zamkniętych spraw)[5]
- ustalanie wskaźników KPI dla pracowników[6].